# Prix Miles-Franklin

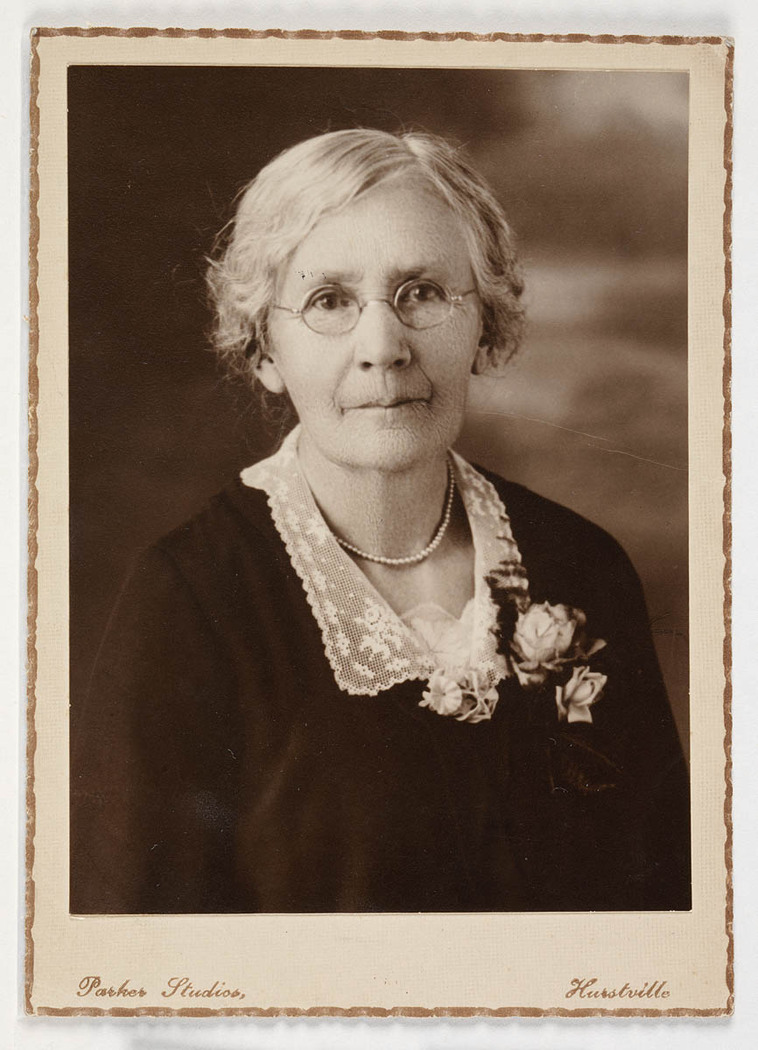
No. 78. Suzannah M. E. Franklin

Le prix Miles-Franklin (Miles Franklin Literary Award) est un prestigieux prix littéraire australien créé en hommage à l'écrivaine Stella Maria Sarah Miles Franklin, dite Miles Franklin.
Décédée en 1954 dans une banlieue de Sydney, elle lègue par testament une somme importante afin que soit créé un prix littéraire annuel portant son nom. En 2008, le prix était doté de 42 000 dollars australiens.
En 2000, pour la première fois, un auteur non-australien est sélectionné : l'Anglais Matthew Kneale, pour son roman English Passengers (Les Passagers anglais, 2002).

## Lauréats
| Année | Auteur                         | Titre                                                   | Éditeur                        | Traduction française           | Éditeur français                 |
| ----- | ------------------------------ | ------------------------------------------------------- | ------------------------------ | ------------------------------ | -------------------------------- |
| 2024  | Alexis Wright                  | Praiseworthy                                            | Giramondo Publishing (en)      | -                              |                                  |
| 2023  | Shankari Chandran (en)         | Chai Time at Cinnamon Gardens                           | Ultimo Press                   | -                              |                                  |
| 2022  | Jennifer Down (en)             | Bodies of Light                                         | Text Publishing (en)           | -                              |                                  |
| 2021  | Amanda Lohrey (en)             | The Labyrinth                                           | Text Publishing (en)           | -                              |                                  |
| 2020  | Tara June Winch                | The Yield                                               | Penguin Random House           | -                              |                                  |
| 2019  | Melissa Lucashenko             | Too Much Lip                                            | University of Queensland Press | -                              |                                  |
| 2018  | Michelle de Kretser (en)       | The Life to Come                                        | Allen & Unwin                  | -                              |                                  |
| 2017  | Josephine Wilson (en)          | Extinctions                                             | UWA Publishing                 | -                              |                                  |
| 2016  | A. S. Patrić (en)              | Black Rock White City                                   | Transit Lounge                 | -                              |                                  |
| 2015  | Sofie Laguna (en)              | The Eye of the Sheep                                    | Allen & Unwin                  | -                              |                                  |
| 2014  | Evie Wyld                      | All the Birds, Singing                                  | Random House                   | Tous les oiseaux du ciel       | Actes Sud, 2014                  |
| 2013  | Michelle de Kretser (en)       | Questions of Travel                                     | Allen & Unwin                  | -                              |                                  |
| 2012  | Anna Funder                    | All That I Am                                           | Penguin Books                  | Tout ce que je suis            | Héloïse d’Ormesson               |
| 2009  | Tim Winton                     | Breath                                                  | Hamish Hamilton                | Respire                        | Rivages, 2009                    |
| 2008  | Steven Carroll                 | The Time We Have Taken                                  | Harper Collins                 | Le temps qu’il nous a fallu    | Phébus, 2009                     |
| 2007  | Alexis Wright                  | Carpentaria                                             | Giramondo                      | Carpentarie                    | Actes Sud, 2009                  |
| 2006  | Roger McDonald (en)            | The Ballad of Desmond Kale                              | Vintage                        | -                              |                                  |
| 2005  | Andrew McGahan                 | The White Earth                                         | Allen & Unwin                  | Terres noires, terres blanches | Actes Sud, 2008                  |
| 2004  | Shirley Hazzard                | The Great Fire                                          | Farrar, Straus and Giroux      | Le grand incendie              | Gallimard, 2005                  |
| 2003  | Alex Miller                    | Journey to the Stone Country                            | Allen & Unwin                  | -                              |                                  |
| 2002  | Tim Winton                     | Dirt Music                                              | Picador                        | Par-dessus le bord du monde    | Rivages, 2003                    |
| 2001  | Frank Moorhouse                | Dark Palace                                             | Knopf                          | -                              |                                  |
| 2000  | Thea Astley Kim Scott          | Drylands Benang                                         | Penguin Books Fremantle Press  | - Benang                       | Actes Sud , 2002                 |
| 1999  | Murray Bail                    | Eucalyptus                                              | Random House                   | Eucalyptus                     | Robert Laffont, 1999             |
| 1998  | Peter Carey                    | Jack Maggs                                              | University of Queensland Press | Jack Maggs                     | Plon, 1999                       |
| 1997  | David Foster (en)              | The Glade within the Grove                              | Harper Collins                 | -                              |                                  |
| 1996  | Christopher Koch               | Highways to a War                                       | Heinemann                      | Les Rizières rouges            | Autrement, 2001                  |
| 1995  | Helen Demidenko (en)           | The Hand That Signed the Paper                          | Allen & Unwin                  | -                              |                                  |
| 1994  | Rodney Hall                    | The Grisly Wife                                         | Macmillan                      | L’Épouse                       | Payot & Rivages, 1999            |
| 1993  | Alex Miller                    | The Ancestor Game                                       | Penguin Books                  | -                              |                                  |
| 1992  | Tim Winton                     | Cloudstreet                                             | Penguin Books                  | Cloudstreet                    | Rivages, 2005                    |
| 1991  | David Malouf                   | The Great World                                         | Chatto & Windus                | Ce vaste monde                 | Albin Michel, 1991               |
| 1990  | Tom Flood (en)                 | Oceana Fine                                             | Allen & Unwin                  | -                              |                                  |
| 1989  | Peter Carey                    | Oscar and Lucinda                                       | University of Queensland Press | Oscar et Lucinda               | Plon, 1990                       |
| 1988  | Pas de prix                    |                                                         |                                |                                |                                  |
| 1987  | Glenda Adams (en)              | Dancing on Coral                                        | Viking Press                   | -                              |                                  |
| 1986  | Elisabeth Jolley               | The Well                                                | Viking Press                   | -                              |                                  |
| 1985  | Christopher Koch               | The Doubleman                                           | Chatto & Windus                | Doubleman                      | Presses de la Renaissance, 1986  |
| 1984  | Tim Winton                     | Shallows                                                | Allen & Unwin                  | -                              |                                  |
| 1983  | Pas de prix                    |                                                         |                                | -                              |                                  |
| 1982  | Rodney Hall                    | Just Relations                                          | Penguin Books                  | In Memorian                    | Presses de la Renaissance, 1984  |
| 1981  | Peter Carey                    | Bliss                                                   | Faber and Faber                | Le Chemin du Paradis           | Félin, 1996                      |
| 1980  | Jessica Anderson               | The Impersonators                                       | Macmillan                      | -                              |                                  |
| 1979  | David Ireland (en)             | A Woman of the Future                                   | Penguin Books                  | -                              |                                  |
| 1978  | Jessica Anderson               | Tirra Lirra by the River                                | Macmillan                      | Tirra Lirra                    | Éditions Deux Temps Tierce, 1993 |
| 1977  | Ruth Park                      | Swords and Crowns and Rings                             | Nelson Books                   | -                              |                                  |
| 1976  | David Ireland (en)             | The Glass Canoe                                         | Macmillan                      | -                              |                                  |
| 1975  | Xavier Herbert (en)            | Poor Fellow My Country                                  | Fontana                        | -                              |                                  |
| 1974  | Ronald McKie (en)              | The Mango Tree                                          | Collins                        | -                              |                                  |
| 1973  | Pas de prix                    |                                                         |                                |                                |                                  |
| 1972  | Thea Astley                    | The Acolyte                                             | Angus and Robertson            | -                              |                                  |
| 1971  | David Ireland (en)             | The Unknown Industrial Prisoner                         | Angus and Robertson            | -                              |                                  |
| 1970  | Dal Stivens (en)               | A Horse of Air                                          | Angus and Robertson            | -                              |                                  |
| 1969  | George H. Johnston             | Clean Straw for Nothing                                 | Collins                        | -                              |                                  |
| 1968  | Thomas Keneally                | Three Cheers for the Paraclete                          | Angus and Robertson            | -                              |                                  |
| 1967  | Thomas Keneally                | Bring Larks and Heroes                                  | Cassell                        | -                              |                                  |
| 1966  | Peter Mathers (en)             | Trap                                                    | Cassell                        | -                              |                                  |
| 1965  | Thea Astley                    | The Slow Natives                                        | Angus and Robertson            | -                              |                                  |
| 1964  | George H. Johnston             | My Brother Jack                                         | Collins                        | -                              |                                  |
| 1963  | Sumner Locke Elliott (en)      | Careful, He Might Hear You                              | Harper and Row                 | -                              |                                  |
| 1962  | Thea Astley George Turner (en) | The Well Dressed Explorer The Cupboard Under the Stairs | Angus & Robertson Cassell      | - -                            |                                  |
| 1961  | Patrick White                  | Riders in the Chariot                                   | Eyre & Spottiswoode            | Le Char des élus               | Gallimard, 1965                  |
| 1960  | Elizabeth O'Conner (en)        | The Irishman                                            | Angus and Robertson            | -                              |                                  |
| 1959  | Vance Palmer (en)              | The Big Fellow                                          | Angus and Robertson            | -                              |                                  |
| 1958  | Randolph Stow (en)             | To the Islands                                          | Penguin Books                  | -                              |                                  |
| 1957  | Patrick White                  | Voss                                                    | Eyre & Spottiswoode            | Voss                           | Gallimard, 1967                  |